# Vexed (Fernsehserie)
Vexed (englisch für verärgert/irritiert) ist eine britische Polizeicomedy-Fernsehserie mit zwei Staffeln, die von Howard Overman für BBC Two kreiert wurde. Das Polizistenduo enthält jeweils Toby Stephens und dazu Lucy Punch in der ersten Staffel, die im August 2010 erschien, sowie Miranda Raison in der zweiten Staffel vom August 2012. In Deutschland erschienen beide Staffeln am 1. Januar 2019 bei Netflix im Originalton mit deutschen Untertiteln.

## Figuren und Handlung
Beide Staffeln begleiten in London jeweils ein Polizeiduo mit einem Fall pro Episode. DI Jack Armstrong ist sexistisch, arrogant und von seinem Charme eingenommen, mit dem er immer wieder neue Frauen für kurze Bekanntschaften verführt; bei der Arbeit ist er faul und unorganisiert und lässt sich von Instinkt statt Regeln leiten. In beiden Staffeln erhält er zu Beginn eine neue Partnerin: in der ersten Kate Bishop, in der zweiten Georgina „George“ Dixon, die jeweils als Gegenstück zu ihm fungieren und von seiner Art genervt werden. Kate, die in der Arbeit effizienter sowie im Leben erfahrener ist, ist zu Beginn aus Bristol mit ihrem Ehemann hergezogen, den sie bald einer Affäre verdächtigt, worauf sie sich fast scheiden lassen. Die jüngere Georgina ist in der Arbeit besonders verbissen und aufs Regelwerk fixiert, wodurch sie kein Privatleben führt. Allerdings kehrt überraschend ihr Vater zurück, ein Polizist im Vorruhestand, der nun eine Sicherheitsfirma aufgemacht hat. Unterstützt werden die Detectives von Tatortanalyst Naz Omar und Jacks besten Freund Tony, früher Polizist und jetzt Betreiber einer Café-Bar, in der die Polizisten in ihrer Freizeit einkehren und über die Fälle diskutieren.

### Besetzung
| Rolle          | Beschreibung         | Darsteller      | Staffeln |
| -------------- | -------------------- | --------------- | -------- |
| Jack Armstrong | Detective Inspectors | Toby Stephens   | 1–2      |
| Kate Bishop    | Detective Inspectors | Lucy Punch      | 1        |
| Georgina Dixon | Detective Inspectors | Miranda Raison  | 2        |
| Naz Omar       | Tatortanalyst        | Ronny Jhutti    | 1–2      |
| Tony           | Café/Bar-Betreiber   | Roger Griffiths | 1–2      |
| Dan Bishop     | Kates Ehemann        | Rory Kinnear    | 1        |
| Peter Dixon    | Georginas Vater      | Nick Dunning    | 2        |

## Episodenliste

### Staffel 1
| Nr. (ges.)                                                                          | Nr. (St.) | Deutscher Titel | Originaltitel | Erstausstrahlung UK | Deutschsprachige Erstveröffentlichung (D) | Regie       | Drehbuch       |
| ----------------------------------------------------------------------------------- | --------- | --------------- | ------------- | ------------------- | ----------------------------------------- | ----------- | -------------- |
| 1                                                                                   | 1         | Folge 1         | Episode 1     | 15. Aug. 2010       | 1. Jan. 2019                              | Matt Lipsey | Howard Overman |
| Bei einem Fall mit ermordeten Singlefrauen mimt Kate das nächste potenzielle Opfer. |           |                 |               |                     |                                           |             |                |
| 2                                                                                   | 2         | Folge 2         | Episode 2     | 22. Aug. 2010       | 1. Jan. 2019                              | Matt Lipsey | Howard Overman |
| In einer Rehaanstalt wird ein Banker mit Depressionen das Ziel von Anschlägen.      |           |                 |               |                     |                                           |             |                |
| 3                                                                                   | 3         | Folge 3         | Episode 3     | 29. Aug. 2010       | 1. Jan. 2019                              | Matt Lipsey | Howard Overman |
| Girlgroupsängerin Gemma G wird entführt, doch die Geldübergabe geht schief.         |           |                 |               |                     |                                           |             |                |

### Staffel 2
| Nr. (ges.) | Nr. (St.) | Deutscher Titel | Originaltitel | Erstausstrahlung UK | Deutschsprachige Erstveröffentlichung (D) | Regie          | Drehbuch                       |
| --- | --------- | --------------- | ------------- | ------------------- | ----------------------------------------- | -------------- | ------------------------------ |
| 4 | 1         | Folge 1         | Episode 1     | 1. Aug. 2012        | 1. Jan. 2019                              | Ian Fitzgibbon | Chris Bucknall                 |
| Jack und Georgina ermitteln in einem Autohaus, nachdem ein Verkäufer in einem Kofferraum tot aufgefunden wurde.                                  |           |                 |               |                     |                                           |                |                                |
| 5 | 2         | Folge 2         | Episode 2     | 8. Aug. 2012        | 1. Jan. 2019                              | Ian Fitzgibbon | James Wood                     |
| Der Tod einer Studentin führt Jack undercover in Seminare der Gender Studies.                                                                    |           |                 |               |                     |                                           |                |                                |
| 6 | 3         | Folge 3         | Episode 3     | 15. Aug. 2012       | 1. Jan. 2019                              | Ian Fitzgibbon | Chris Bucknall                 |
| Jack und Georgina wurden zu den Vermisstenfällen versetzt, als Georginas Vater zurückkehrt.                                                      |           |                 |               |                     |                                           |                |                                |
| 7 | 4         | Folge 4         | Episode 4     | 22. Aug. 2012       | 1. Jan. 2019                              | Kieron J Walsh | Jack Williams & Harry Williams |
| Als eine Kandidatin einer Kochsendung umgebracht wird, nimmt Georgina an dem Wettbewerb teil.                                                    |           |                 |               |                     |                                           |                |                                |
| 8 | 5         | Folge 5         | Episode 5     | 29. Aug. 2012       | 1. Jan. 2019                              | Kieron J Walsh | Steve Combs                    |
| Nach dem Mord an einem Grundschulrektor sind scheinbar reiche Krippenmütter verdächtig, die ihn bestochen haben, damit ihr Kind angenommen wird. |           |                 |               |                     |                                           |                |                                |
| 9 | 6         | Folge 6         | Episode 6     | 5. Sep. 2012        | 1. Jan. 2019                              | Kieron J Walsh | James Wood                     |
| Jack und Georgina ermitteln zu einem Diamantenraub, als Jacks Bruder ihn bittet, sein Trauzeuge zu sein.                                         |           |                 |               |                     |                                           |                |                                |

## Produktion
Vexed stammt von Howard Overman, der für die erste Staffel die Drehbücher schrieb, während Matt Lipsey Regie führte. Die Produktion übernahm Greenlit Rights Productions, welche während der Ausstrahlung im August 2010 insolvent gingen.
Im Januar 2012 wurde bekannt, dass in Dublin für eine zweite Staffel gedreht wurde, bei der die Produktion Eleventh Hour Films leitete. Während Toby Stephens seine Rolle fortführte, wurde Lucy Punch durch Miranda Raison in einer neuen Rolle ersetzt. Als Regisseure wurden diesmal die Iren Ian Fitzgibbon und Kieron J Walsh eingesetzt.

## Rezensionen (Staffel 1)
Sam Wollaston vom Guardian befand den Humor der ersten Staffel als „frech, respektlos, unreif und manchmal unangemessen.“ Toby Stephens sei fabelhaft als Über-Hohlkopf mit einer netten, selbstzufriedenem Selbstgefälligkeit, wenn er seine Stimme ändert mit gehobener Augenbraue, um mit Frauen zu reden; Lucy Punch sei exzellent darin, von ihm entsetzt zu, aber auch ein kleines bisschen beeindruckt und angezogen zu sein. Zusammen seien sie wunderbar schauderhaft.
Keith Watson von Metro beschreibt sie als „übersät mit alten Witzen und einem knarrenden Soundtrack, eine Satire auf Detektivfilme der 80er, die sich nicht in die Karten schauen lässt, wenn sie willkürlich alte Popkulturreferenzen einwirft, während sie geschmacklos von Leiche zu Leiche hüpft. Dies mag ihr zu viel zuschreiben, aber sie ist gewollter Unsinn.“